# Martin Hampl
Martin Hampl (2. srpna 1940 Praha – 21. března 2022) byl český geograf, žák Jaromíra Korčáka a autor desítek prací jak v oblasti základního výzkumu (například geografická organizace společnosti, sociogeografická regionalizace a vývoj systému osídlení, geografické aspekty společenské transformace aj.), tak i v oblasti výzkumu aplikovaného (perspektivy rozvoje vybraných měst, koncepce územně správního členění, regionalizace pracovních trhů aj.).

## Život
Martin Hampl byl emeritním profesorem na Katedře sociální geografie a regionálního rozvoje Přírodovědecké fakulty Univerzity Karlovy. V roce 2014 obdržel Stříbrnou medaili hlavního města Prahy jako „ocenění vědeckého přínosu a šíření mezinárodního věhlasu hlavního města Prahy ve světě“. Byl také emeritním členem Učené společnosti ČR.
Jeho starší syn Ing. Štěpán Hampl (* 1969) je developer a manažer v oblasti financování nemovitostí; mladší syn Ondřej (* 1983) je advokátem.

## Dílo

### Teorie geografické organizace společnosti
Pod vlivem pozitivismu a kvantitativní revoluce v geografii, se prof. Hampl zabýval ontologií geografické reality. Teorie také určuje místo geografie v systému věd. Základní dělení vychází z principu vývojové složitosti, který dělí objekty studia podle aktivity, respektive autonomie (např. posloupnost atom – buňka – člověk). Hampl ale přidává princip komplexity, který je kvalitativní vlastností a vyjadžuje míru složitosti objektu (např. posloupnost atom – hornina – planeta nebo člověk – skupina – společnost). Rolí geografie je pak studovat geografický systém, tedy systém s nejvyšší mítrou komplexity i vývojové složitosti.
Z principu komplexity vyplývá klíčové dělení na elementy, které jsou objekty elementárních věd (např. antropologie) a komplexy, které jsou objekty komplexních věd (geografie, ekologie). Míra poznání o zákonitostech elementů je již relativně pokročilá. Oproti tomu poznání týkající se komplexů je teprve na počátku.
Klíčovým poznatkem je objevení vztahu mezi komplexitou a statistickým rozložením. Znaky elementů mají obvykle normální rozdělení, zatímco se zvyšující se komplexitou se rozdělení zešikmuje. Soubor komplexů pak obvykle vykazuje tzv. Korčákovo rozdělení, též krajně asymetrické či hierarchické. Rozdíl je taktéž v charakteru statistických ukazatelů. Elementy obvykle popisují velikostně-významové charakteristiky a komplexy je pak vhodné popisovat strukturálními indikátory, které zohledňují komplexitu jevu.

### Sociogeografická regionalizace
Hamplova sociogeografická regionalizace patří k nejvýznamnějším příkladům nomotetického a pozitivistického přístupu v české geografii. Série regionalizací mapující český sídelní systém od 60. let 20. století je zásadním zdrojem informací o jeho vývoji za socialismu a v post-socialistickém období.
Region je pojímán jako objektivní jednotka geografické reality. Region tedy není ad hoc vymezován, ale metoda regionalizace vede k jeho identifikaci. Nomotetická tradice v geografii vnímá region jako obecný princip, který se opakuje napříč prostorem. Prostor je tedy beze zbytku (a bez překryvů) rozdělen do regionů, které jsou definovány jejich opakující se strukturou: jádrem a vzájemnými hranicemi. Je tedy možné vymezit, kde končí jeden region a kde začíná druhý. Polarita jádro-periferie (či středisko a zázemí) je utvářena funkčním vztahem nadřízenosti a podřízenosti. Funkční vztah je nesen konkrétními společenskými procesy, především těmi periodicky se opakujícími (např. pracovní dojížďka). Společenské procesy fungují ve vztahu k regionu jako integrující (též regionalizační či regiontvorné) či dezintegrační (iregionalizující). Podle prof. Hampla je sociogeografický mikroregion jistým mikrosvětem. Sociogeografické procesy v sobě odráží i regiony fyzickogeografické. Právě komplexní pojetí regionu je typické pro Hamplovu práci, která v duchu pozitivistické tradice hledá objektivní realitu (též integrální realitu). Sociogeografický region proto hraje klíčovou roli v Hamplově teorii geografické organizace společnosti.

### Teorie hierarchie reality
Martin Hampl je autorem teorie hierarchie reality, která zdůrazňuje vytváření stále nových nositelů diferenciace, zatímco u vývojově nižších jevů dochází prostřednictvím difúzních procesů k postupnému poklesu rozdílů mezi regiony.

## Publikační činnost

### Vybrané monografie
- Hampl, M. (1971): Teorie komplexity a diferenciace světa. Praha, Univerzita Karlova, 183 s.
- Hampl, M., Ježek, J., Kühnl, K. (1978): Sociálně geografická regionalizace ČSR, Praha, VÚSEI, 304 s.
- Hampl, M., Gardavský, V. (1981): Základy teoretické geografie. Praha, Státní pedagogické nakladatelství, 85 s.
- Hampl, M., Gardavský, V., Kühnl, K. (1987): Regionální struktura a vývoj systému osídlení ČSR, Praha, Univerzita Karlova, 225 s.
- Hampl, M. (1988): Teorie strukturální a vývojové organizace geografických systémů: principy a problémy. Brno, Geografický ústav ČSAV, Studia geographica ; 93, ISSN 0587-1247, 78 s.
- Hampl, M. (1989): Hierarchie reality a studium sociálněgeografických systémů. Rozpravy ČSAV, Řada matematických a přírodních věd, 99, sešit 1, Praha, Academia, 76 s.
- Barlow, M., Dostál, P., Hampl, M., eds. (1994): Territory, Society and Administration. The Czech Republic and the Industrial Region of Liberec, Amsterdam, University of Amsterdam, 230 s.
- Barlow, M., Dostál, P., Hampl, M., eds. (1994): Development and Administration of Prague, Amsterdam, University of Amsterdam, 171 s.
- Hampl, M. a kol. (1996): Geografická organizace společnosti a transformační procesy v České republice. Praha, Univerzita Karlova v Praze, Přírodovědecká fakulta, 395 s.
- Hampl, M. (1998): Realita, společnost a geografická organizace: hledání integrálního řádu Archivováno 24. 11. 2016 na Wayback Machine.. Praha, DemoArt, 1998, 110 s.
- Hampl, M. et al. (1999): Geography of Societal Transformation in the Czech Republic. Prague, Charles University in Prague, Faculty of Science, 242 s.
- Hampl, M. (2000): Reality, society and geographical/environmental organization: searching for an integrated order[nedostupný zdroj], Prague, Charles University in Prague, Faculty of Science, 112 s.
- Hampl, M. a kol. (2001): Regionální vývoj: specifika české transformace, evropská integrace a obecná teorie. Praha, Univerzita Karlova v Praze, Přírodovědecká fakulta, 328 s.
- Hampl, M. (2005): Geografická organizace společnosti v České republice: transformační procesy a jejich obecný kontext Archivováno 25. 11. 2016 na Wayback Machine.. Praha, Univerzita Karlova v Praze, Přírodovědecká fakulta, Katedra sociální geografie a regionálního rozvoje, 147 s.

### Výzkumné zprávy
- Hampl, M. (1962): Ekonomicko-geografická monografie okresu Rokycany [Diplomová magisterská práce]. Praha, Univerzita Karlova, Katedra ekonomické a regionální geografie, 1962, 126 s.
- Hampl, M. (1967): Ekonomickogeografická monografie Mladoboleslavska: studie o komplexní ekonomickogeografické diferenciaci prostředí [Kandidátská disertační práce]. Praha, Univerzita Karlova, Katedra ekonomické a regionální geografie, 206 s.
- Hampl, M. (1974): K problematice prognózy sociálněgeografické regionální struktury: (na příkladě území Severočeského kraje). Praha, Univerzita Karlova, Katedra ekonomické a regionální geografie, 50 s.
- Hampl, M., Pavlík, Z. (1975): Differentiation of demographic systems according to development and rank with special regard to the third world. The Hague, E. C. P. S., European demographic monographs, volume 5, 46 s.
- Hampl, M., Pavlík, Z. (1976): Hierarchie reality a problém hodnocení širších souvislostí populačního vývoje: zpráva pro etapové oponentní řízení hlavního úkolu SPZV. Praha, Univerzita Karlova, Katedra ekonomické a regionální geografie, 285 s.
- Hampl, M. (1977): Obecné souvislosti vývoje demografických a geodemografických systémů: zpráva pro etapové oponentní řízení hlavního úkolu SPZV. Praha, Univerzita Karlova, Katedra ekonomické a regionální geografie, 53 s.
- Hampl, M. (1980): Vývoj sociálněgeografického systému (na příkladu ČSR): zpráva pro závěrečné oponentní řízení dílčího úkolu SPZV. Praha, Univerzita Karlova, Katedra ekonomické a regionální geografie 237 s.
- Hampl, M. (1983): Hierarchie sociálněgeografického systému (na příkladu systému osídlení ČSR): zpráva pro průběžné oponentní řízení dílčího úkolu SPZV. Praha, Univerzita Karlova, Katedra ekonomické a regionální geografie, 43 s.
- Hampl, M. (1985): Hierarchie v realitě a v poznání: zpráva pro závěrečné oponentní řízení dílčího úkolu SPZV. Praha, Univerzita Karlova, Katedra ekonomické a regionální geografie 63 s.
- Hampl, M. (1988): Teoretická a metodologická východiska studia sociálněgeografických systémů: zpráva pro kontrolovatelnou etapu DÚ SPZV. Praha, Univerzita Karlova, Katedra ekonomické a regionální geografie, 56 s.
- Hampl, M. (1993): Problémy regionálního rozvoje v České republice: potenciál, subjekty, mechanizmy. Praha, Univerzita Karlova v Praze, Přírodovědecká fakulta, Katedra sociální geografie a regionálního rozvoje, 84 s.
- Hampl, M. a kol. (1993): Socioekonomický a demografický rozvoj Brna: podkladová studie pro zpracování územního plánu města Brna. Praha, Univerzita Karlova, Přírodovědecká fakulta, 60 s.
- Hampl, M., Blažek, J. (1993): Územní organizace a vývoj společnosti: (teoreticko-metodologická diskuse). Praha, Univerzita Karlova, Katedra sociální geografie a regionálního rozvoje, 29 s.